# Trijebine
Trijebine (Servisch cyrillisch Тријебине) is een plaats in de Servische gemeente Sjenica. De plaats telt 397 inwoners (2002).